# ナイトメア・アリー
『ナイトメア・アリー』（原題：Nightmare Alley）は、2021年のアメリカ合衆国のネオ・ノワールサイコスリラー映画。ギレルモ・デル・トロが監督、彼と妻のキム・モーガンが脚本を務めた。ウィリアム・リンゼイ・グレシャムの小説『ナイトメア・アリー 悪夢小路』を原作とし、1947年の『悪魔の往く町』に続く2度目の映画化作品である。主要キャストとしてブラッドリー・クーパー、ケイト・ブランシェット、トニ・コレット、ウィレム・デフォー、リチャード・ジェンキンス、ルーニー・マーラ、ロン・パールマン、メアリー・スティーンバージェン、デヴィッド・ストラザーンが出演している。2020年1月からトロントで撮影が始まったが、COVID-19パンデミックの影響を受けて3月から9月にかけて撮影が中断され、12月に終了した。
2021年12月1日にニューヨークのアリス・タリー・ホールでワールドプレミア上映が行われ、同月17日からサーチライト・ピクチャーズ配給で公開された。2022年1月14日からは一部の都市でモノクロ版『Nightmare Alley: Vision in Darkness and Light』が特別上映された。批評家からの評価は高いものの、COVID-19パンデミックの影響もありオープニング週末の興行収入は約300万ドルと低調だった。

## ストーリー
1939年。浮浪者のスタン・カーライルは流れ着いた見世物小屋で、「獣人（ギーク）」と呼ばれる男が生きた鶏を貪り食う見世物を見物する。その後、スタンは見世物小屋で日雇いの仕事を見つけるが、その日の夜に獣人の逃亡事件が発生し、スタンは獣人を捕獲したことでオーナーのクレムの目に留まり、そのまま見世物小屋の一員として雇われ、透視の手品をするジーナと夫ピートの助手を務める。アルコール依存症のピートはコールド・リーディングの手品を得意としていたが、手品を悪用して正常な判断力を失ってしまう危険性を理解して人前で披露することを止めていた。スタンはピートから手品を教わるが、彼から「コールド・リーディングを決して死者との対話に悪用しないように」と釘を刺される。また、スタンはクレムから、行き場を失った浮浪者を洗脳して獣人に仕立て上げる方法を聞き出していた。同じころ、スタンは「電気人間」の手品をするモリーと恋仲になり、一緒に見世物小屋から独立することを提案するが、彼女に拒否されてしまう。ある日の夜、スタンはピートに頼まれて酒を調達するが、その酒を飲んだピートが発作を起こして死んでしまい、スタンは罪悪感にとらわれる。それから間もなく、保安官のジェデディア・ジャッドが現れて見世物小屋を閉鎖させようとするが、スタンはコールド・リーディングを駆使してジャッドを丸め込み、見世物小屋の閉鎖を回避する。それを見たモリーはスタンと独立することを決意し、スタンはジーナから、ピートが保管していたコールド・リーディングの手法が書かれたメモ帳を受け取り、見世物小屋を後にする。
2年後。スタンとモリーはバッファローで富裕層を相手にしたショーでサイキック・アクトの手品を披露して成功を収めていた。ある日の公演中、心理学者のリリス・リッター博士が手品の種を明かして手品を妨害するが、スタンはコールド・リーディングを使い、逆にリッター博士を言い負かし、さらに同席していたキンブル判事にもコールド・リーディングを使い「霊媒者」としての名声を得る。ショーの終了後、スタンはリッター博士からキンブル判事を紹介され、「自分と妻のために、死んだ息子と話をさせて欲しい」と相談され、多額の謝礼を提示される。モリーは依頼を断るように説得するが、スタンは依頼を受け入れてしまう。後日、リッター博士はスタンを自分のオフィスに呼び出し、彼に「自分の正体を明かせば、キンブル判事の情報を提供する」と協力を申し出る。申し出を受け入れたスタンはリッター博士から情報を受け取り、キンブル判事の息子との対話を行い、判事夫妻の信用を得ることに成功する。スタンはリッター博士と報酬を山分けしようとするが、リッター博士「お金には興味がない」と断った。スタンは、モリーに知られないように報酬をオフィスの金庫に預けることを提案し、リッター博士は提案を受け入れた。
スタンはキンブル判事から、バッファローの大物資産家であるエズラ・グリンドルを紹介される。グリンドルはリッター博士の治療を受けていたことから、スタンはリッター博士に情報提供を依頼し、彼がドリーという女性に妊娠中絶を強要し、その後に死別していることを聞かされる。グリンドルはスタンに対し、「ドリーと対話させて欲しい」と依頼し、スタンはグリンドルの元に通うようになる。しかし、グリンドルは相談料を受け取るだけでドリーと対話させてくれないスタンに苛立ちを募らせ、スタンは信用を維持するため、モリーにドリーの変装をさせてグリンドルに会わせようと計画する。同じころ、キンブル夫人が息子との再会を望んで夫のキンブル判事を射殺する無理心中事件を起こす。その日の夜、スタンに説得されたモリーは変装してグリンドルの前に現れるが、グリンドルに偽物であることを見抜かれてしまう。激怒したグリンドルはモリーを殴り倒してスタンへの報復を叫ぶが、スタンはグリンドルを撲殺して自動車で逃亡し、その際に追ってきたボディーガードのアンダーソンを轢き殺してしまう。スタンは逃亡に成功するが、モリーは完全にスタンを見放して彼の元を去っていく。
スタンは逃亡資金を得るためにリッター博士のオフィスに向かうが、彼女にこれまで預けていた金を奪われた挙句、警察に売られそうになる。スタンはリッター博士を殺そうとするが、警備員が駆け付けたためオフィスを出て、そのままバッファローを脱出する。全てを失ったスタンは浮浪者に落ちぶれ、さらにアルコール依存症になってしまう。スタンはカーニー・ボスの見世物小屋に辿り着き、彼に透視の手品を売り込むが断られてしまう。ボスは代わりに「獣人の仕事がある」と提案してスタンを洗脳しようとする。自分の運命を悟ったスタンは、「自分はこのために生まれてきたんだ」と語り、獣人になることを受け入れる。

## キャスト
※括弧内は日本語吹替。
- スタントン・“スタン”・カーライル - ブラッドリー・クーパー（東地宏樹）
- リリス・リッター博士 - ケイト・ブランシェット（塩田朋子）
- メアリー・エリザベス・“モリー”・ケイヒル - ルーニー・マーラ（國府咲月）
- ジーナ・クルンバイン - トニ・コレット（藤貴子）
- クレメント・“クレム”・ホートリー - ウィレム・デフォー（内田直哉）
- エズラ・グリンドル - リチャード・ジェンキンス（安原義人）
- ブルーノ - ロン・パールマン（廣田行生）
- ピーター・“ピート”・クルンバイン - デヴィッド・ストラザーン（金尾哲夫）
- フェリシア・キンブル - メアリー・スティーンバージェン（小林さとみ）
- キンブル判事 - ピーター・マクニール（英語版）
- アンダーソン - ホルト・マッキャラニー
- 獣人（ギーク） - ポール・アンダーソン
- モスキート少佐 - マーク・ポヴィネッリ（英語版）（斎藤志郎）
- ジェデディア・ジャッド保安官 - ジム・ビーヴァー
- ファンハウス・ジャック - クリフトン・コリンズ・Jr
- カーニー・ボス - ティム・ブレイク・ネルソン
- エルルード博士 - デヴィッド・ヒューレット
- ルイーズ・ホートリー - ララ・ジーン・コロステッキ（英語版）
- ホーボー - スティーブン・マクハティ
- フィーフィー・ザ・バードガール - ダイアン・ベイチャー（英語版）
- スタンのショーの観客 - ロミナ・パワー（カメオ出演）

## 製作

### プリプロダクション

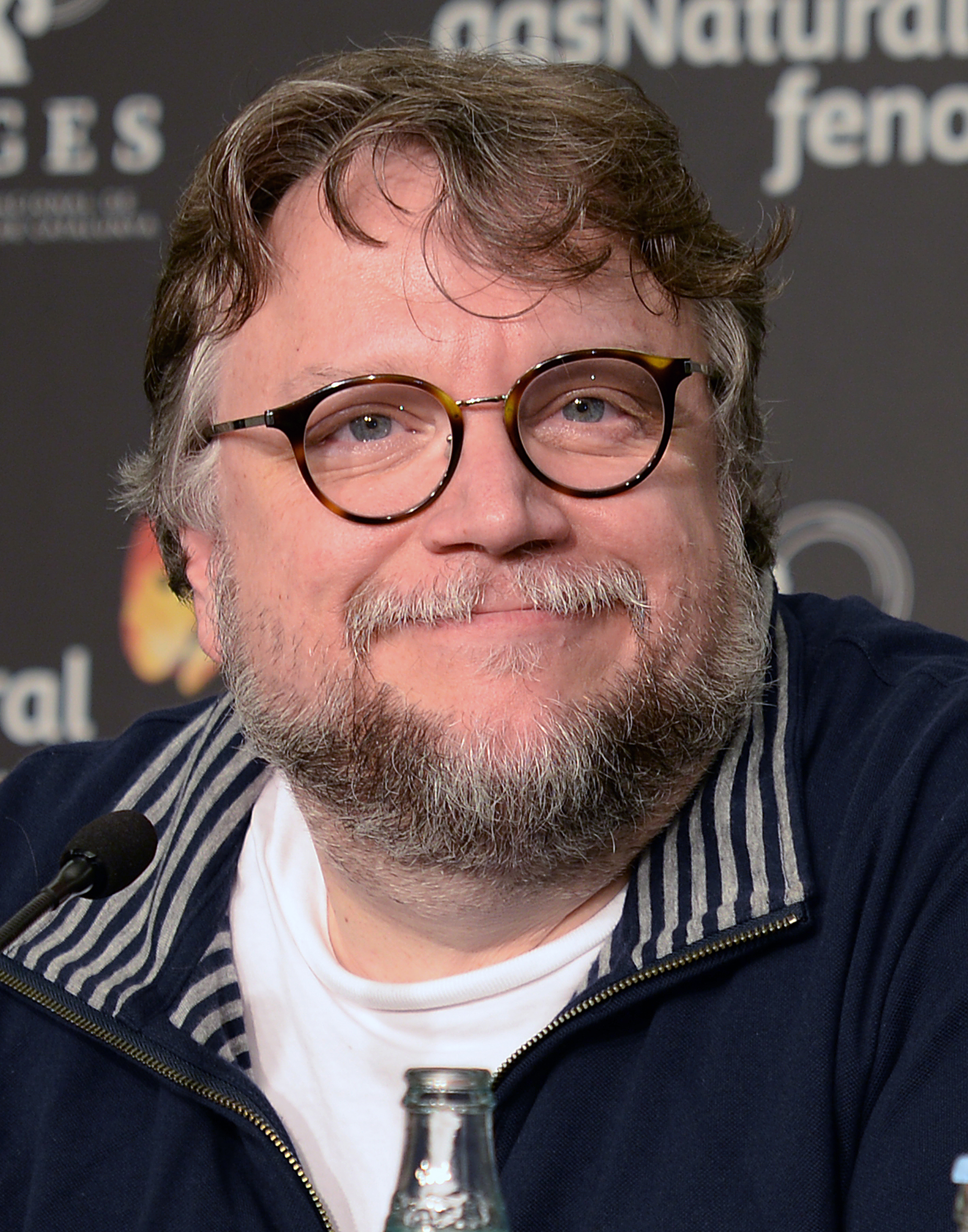
ギレルモ・デル・トロ

2017年12月、ギレルモ・デル・トロがウィリアム・リンゼイ・グレシャムの小説『ナイトメア・アリー 悪夢小路』の映画化作品『ナイトメア・アリー』で監督・脚本を務めることが発表された。『ナイトメア・アリー』は歴代デル・トロ監督作品『クリムゾン・ピーク』『シェイプ・オブ・ウォーター』と異なり超自然的フィクションの要素がなく、彼にとって初めて手掛けるジャンルとなる。デル・トロは1947年に初めて『ナイトメア・アリー 悪夢小路』を映像化したタイロン・パワー主演の『悪魔の往く町』のリメイクではなく、原作の再映画化を目指しており、「この本はタイロン・パワーの映画を鑑賞する前の1992年にロン・パールマンからもらったのですが、私はこの本が大好きだったのです。キム・モーガンと手掛けた脚本は、必ずしも本全体がサーガになっているわけではありません。ですが、本の中にはダークな要素があり、短編映画でノワールものをやりたいと思っていた私にとっては初めてのチャンスでした。それはホラーであり、ノワールでもあったのです。そして、今は社会の暗部を描くような映画を作る最初のチャンスでもあるのです。超自然的フィクションの要素はなく、ストレートに暗いストーリーなんです」とコメントし、映画がR指定されるだろうと語っている。撮影監督と音楽監督には『シェイプ・オブ・ウォーター』に参加したダン・ローストセンとアレクサンドル・デスプラが起用された。しかし、デスプラがスケジュールの都合で降板したため、新たにネイサン・ジョンソンが起用された。

### キャスティング
2019年4月、レオナルド・ディカプリオと出演交渉中であることが報じられた。しかし、彼との交渉は不調に終わり、6月にはブラッドリー・クーパーと出演交渉を開始した。デル・トロによると、クーパーとはすぐに意気投合したといい、クーパーの自宅で役柄について話し合った時のことについて「私たちは脚本について話し始め、そこから人生の考え方や世界の見方を映し出すようになりました。私たちは奇妙で暗い世界に入り、私自身は"悪夢小路"に迷い込むことで、世界の見方を変えてしまったのです」と語っている。また、意気投合したのはクーパーに映画監督の経験があったからとも語っている。8月にはケイト・ブランシェットが出演交渉中であると報じられ、9月にはクーパー、ブランシェット、ルーニー・マーラの起用が決まった。同月にはトニ・コレットが起用され、スケジュールの都合で降板したマイケル・シャノンの代わりにデヴィッド・ストラザーンが起用された。コレットはデル・トロの才能を高く評価しており、『ナイトメア・アリー』についても「時代劇ドラマ」であり「彼の他の作品とは異なるものになる」と評している。10月にウィレム・デフォーの出演が決まり、11月にはホルト・マッキャラニーが起用された。2020年1月にロン・パールマンとリチャード・ジェンキンスの出演が決まり、2月にはメアリー・スティーンバージェンとロミナ・パワー（タイロン・パワーの娘）の出演が決まった。3月にはポール・アンダーソンの出演が決まった。

### 撮影

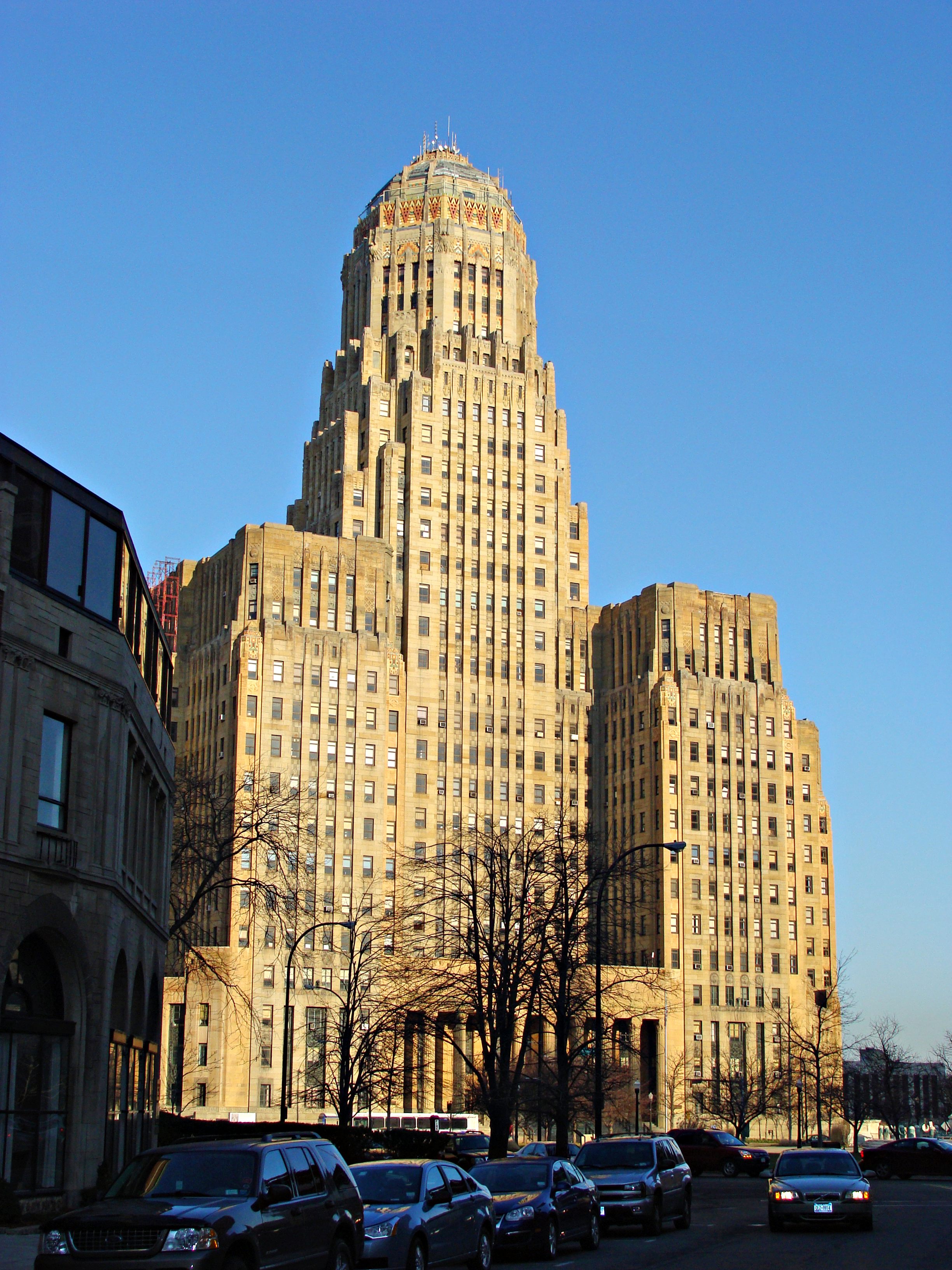
バッファロー市庁舎

2020年1月からトロントで主要撮影が始まり、2月にはバッファローでも撮影が行われた。デル・トロはバッファローをロケ地に選んだ理由について、「観客にとって馴染みがなく、本当に興味を惹かれるような街を探していたのです」と語っており、ナイアガラ・スクエアやバッファロー市庁舎で撮影が行われた。
当初の撮影開始は2019年9月の予定だったが、クーパーのスケジュールの都合で延期されていた。彼によると撮影は映画の後半部分から行われたが、「そういう撮影のやり方はしたくなかったんだ。撮影セットや他の俳優のスケジュール、水や雪など色々なことが起こったけど、原因は僕だったんだ。ニューヨークに引っ越したばかりで、"今は何もできない。落ち着いてからやろう"って言ったんだ」と語っている。2020年3月にはCOVID-19パンデミックの影響を受け、デル・トロが撮影の中止を決定した。彼は決定について、後に「当時は中止することが義務ではなかったけど、"もし中止せずに誰かが感染したら"と2人で考えて"中止しなきゃ"って言ったんだ。誰もそんなこと期待してなかった。皆ランチを食べて、6か月後には戻って来たよ」と語っている。デル・トロが撮影の中止を決めた直後、サーチライト・ピクチャーズの親会社であるウォルト・ディズニー・スタジオが正式に撮影の中止を決定した。デル・トロによると、撮影が中止された時点で全体の45%の撮影が終わっており、中止期間中は映像の編集作業を行っていたという。同時に、2020年後半の撮影再開を目指し、80ページにおよぶ安全予防ガイドラインを作成していた。バラエティ誌によると、ブランシェットの出演シーンは撮影中止前に全て撮り終わっていたという。
2020年9月からトロントで撮影が再開された。コレットによると、撮影現場では全員がマスクを着用し、1日に複数回手を消毒していたという。また、トロントでは約4時間の映像を撮影したと語っている。主要撮影は11月に終了し、続けて再撮影が行われた。最終的に製作が終了したのは12月に入ってからだった。

## 公開
2021年12月1日にニューヨークのアリス・タリー・ホールでワールドプレミア上映が行われ、ロサンゼルスのアカデミー映画博物館とトロントのTIFFベル・ライトボックスでも同時上映された。当初、公開日は2021年12月3日の予定だったが延期され、同月17日から公開された。同日、サーチライト・ピクチャーズは本作のモノクロ版『Nightmare Alley: Vision in Darkness and Light』を、2022年1月14日からロサンゼルスの一部劇場で最大6日間上映することを発表した。上映後、モノクロ版が好評だったことを受け、他の都市でも追加上映することが決定した。また、2月1日からHuluとHBO Maxでストリーミング配信された。3月20日までにHuluとHBO Maxの合計で310万世帯が視聴し、このうち210万世帯は2月8日に本作が第94回アカデミー賞にノミネートされて以降に視聴しており、ノミネート作品の中で最も多い視聴世帯数を記録する作品となった。
日本では当初2022年2月25日に公開予定だったが、本作と同じディズニーグループ（20世紀スタジオ）製作の『ウエスト・サイド・ストーリー』の公開日を2021年12月10日から2022年2月11日に延期した影響で、公開日が重複する『ナイル殺人事件』を同年2月25日に変更した。この煽りを受ける形で本作の公開日も同年3月25日に変更することを2021年11月15日にウォルト・ディズニー・ジャパンから発表された。
2022年5月6日、ウォルト・ディズニー・ジャパンは本作品を同月11日からディズニー傘下の定額制動画配信サービスであるDisney+のスターにて見放題作品として追加することを発表した。

## 評価

### 興行収入
『ナイトメア・アリー』は木曜日のプレミア上映で22万5000ドルの興行収入を記録し、金曜日までの推定興行収入は119万ドルを記録した。オープニング成績は低調だったが、これはターゲット層が高齢者（主にCOVID-19パンデミックの影響で劇場から遠退いた年齢層）だったこと、映画ファンの関心が低かったこと、公開時期が『スパイダーマン:ノー・ウェイ・ホーム』と重なったことが原因と分析されている。オープニング週末の興行収入は280万ドルを記録し、週末興行成績第5位にランクインした。観客層は男性が56%、年齢層は25歳から54歳が55%（このうち45歳以上が29%）となっている。人種層は白人63%、ヒスパニック系・ラテン系11%、アフリカ系9%、アジア系・その他17%となっている。公開第2週末の興行収入は120万ドルを記録し、公開第3週の興行収入は96万6,875ドルを記録し、週末興行成績第11位にランクダウンした。

### 批評
Rotten Tomatoesでは330件の批評に基づき支持率80%、平均評価7.5/10となっており、批評家の一致した見解は「オリジナルほどのヒットは期待できないかも知れないが、ギレルモ・デル・トロの『ナイトメア・アリー』はパルプ風味が心地よいモダン・ノワール・スリラーになっている」となっている。Metacriticでは51件の批評に基づき69/100のスコアを与え、CinemaScoreではB評価、ポストトラックでは好意的な評価が72%となっている。
オブザーバー紙のマーク・カーモードは5/5の星を与え、「その傷ついたカラーパレットから描き出された狂気と退廃のスパイラルに陥る姿は、甘美でもあり恨めしくもある」と批評している。ジューイッシュ・クロニクルのリンダ・マリックも5/5の星を与え、「デル・トロはスタイリッシュなオールド・ハリウッドの感性にB級映画の型を混ぜ込み、私たちに魅力的で華麗なサイコスリラーを観せてくれた」と批評している。インデペンデント紙のクラリス・ローリーも5/5の星を与え、「デル・トロは世界観を作り上げることに関しては眠っていても可能なほどに得意だし、クーパーの繊細で壊れやすい演技は悲しみに満ちている」と批評している。ガーディアン紙のピーター・ブラッドショーは4/5の星を与え、「陰惨な演出と奇怪な展開が楽しめる華麗なるノワール・メロドラマ」と批評している。
デイリー・テレグラフのロビー・コリンは2/5の星を与え、「折り紙レベルのオマージュだ。印象的で巧妙なやり方で折り込んでいるが、その結果はオリジナルの息吹や情熱を失った、つまらない近似に過ぎない」と批評している。タイムズのケヴィン・メアも2/5の星を与え、舞台セットの美術面を高く評価しつつ、「この大幅に引き延ばされた物語（150分もだ！）には、悪人が悪事を働くという奇妙な、文字通りのメロドラマをとてつもない時間をかけて観ているという大雑把な認識以上のものが存在しない」と批評している。
スティーヴン・コルベアは『ザ・レイト・ショー・ウィズ・スティーヴン・コルベア』の中で本作を取り上げ、「完璧な映画化」「最高に素晴らしいモダン・ノワール映画」と絶賛している。マーティン・スコセッシはロサンゼルス・タイムズにエッセイを寄稿し、デル・トロの作品は「愛情と情熱を込めて」作られており、『ナイトメア・アリー』は「時代を問わずに作られてきた数多の"オマージュ"よりもフィルム・ノワールの精神に忠実である」と絶賛している。

### 受賞・ノミネート
| 映画賞                                                   | 部門                                                    | 対象                                                                                               | 結果       | 出典                 |
| -------------------------------------------------------- | ------------------------------------------------------- | -------------------------------------------------------------------------------------------------- | ---------- | -------------------- |
| 第34回シカゴ映画批評家協会賞                             | プロダクションデザイン賞                                | ナイトメア・アリー                                                                                 | ノミネート | [ 64 ]               |
| 第34回シカゴ映画批評家協会賞                             | 視覚効果賞                                              | ナイトメア・アリー                                                                                 | ノミネート | [ 64 ]               |
| AFI賞                                                    | 年間トップ10                                            | ナイトメア・アリー                                                                                 | 受賞       | [ 65 ]               |
| 第21回AARP大人のための映画賞                             | 監督賞                                                  | ギレルモ・デル・トロ                                                                               | ノミネート | [ 66 ]               |
| 第21回AARP大人のための映画賞                             | アンサンブル賞                                          | ナイトメア・アリー                                                                                 | 受賞       | [ 66 ]               |
| 第21回AARP大人のための映画賞                             | 脚本賞                                                  | ギレルモ・デル・トロ、キム・モーガン                                                               | ノミネート | [ 66 ]               |
| 第21回AARP大人のための映画賞                             | 助演男優賞                                              | デヴィッド・ストラザーン                                                                           | ノミネート | [ 66 ]               |
| 第21回AARP大人のための映画賞                             | 助演女優賞                                              | ケイト・ブランシェット                                                                             | ノミネート | [ 66 ]               |
| 第94回アカデミー賞                                       | 作品賞                                                  | ギレルモ・デル・トロ、J・マイルズ・デイル、ブラッドリー・クーパー                                  | ノミネート | [ 67 ]               |
| 第94回アカデミー賞                                       | 撮影賞                                                  | ダン・ローストセン                                                                                 | ノミネート | [ 67 ]               |
| 第94回アカデミー賞                                       | 衣裳デザイン賞                                          | ルイス・セケイラ                                                                                   | ノミネート | [ 67 ]               |
| 第94回アカデミー賞                                       | 美術賞                                                  | タマラ・デヴェレル、シェーン・ヴィア                                                               | ノミネート | [ 67 ]               |
| アメリカン・シネマテーク・アワード                       | 長編映画部門プロダクションデザイン/セットデコレーター賞 | タマラ・デヴェレル、シェーン・ヴィア                                                               | 受賞       | [ 68 ]               |
| 第36回全米撮影監督協会賞                                 | 長編映画賞                                              | ダン・ローストセン                                                                                 | ノミネート | [ 69 ]               |
| 第26回美術監督組合賞                                     | 時代劇映画賞                                            | タマラ・デヴェレル                                                                                 | 受賞       | [ 70 ]               |
| 第75回英国アカデミー賞                                   | 撮影賞                                                  | ダン・ローストセン                                                                                 | ノミネート | [ 71 ]               |
| 第75回英国アカデミー賞                                   | 衣装デザイン賞                                          | ルイス・セケイラ                                                                                   | ノミネート | [ 71 ]               |
| 第75回英国アカデミー賞                                   | プロダクションデザイン賞                                | タマラ・デヴェレル、シェーン・ヴィア                                                               | ノミネート | [ 71 ]               |
| 第27回クリティクス・チョイス・アワード                   | 作品賞                                                  | ナイトメア・アリー                                                                                 | ノミネート | [ 72 ] [ 73 ] [ 74 ] |
| 第27回クリティクス・チョイス・アワード                   | 監督賞                                                  | ギレルモ・デル・トロ                                                                               | ノミネート | [ 72 ] [ 73 ] [ 74 ] |
| 第27回クリティクス・チョイス・アワード                   | 撮影賞                                                  | ダン・ローストセン                                                                                 | ノミネート | [ 72 ] [ 73 ] [ 74 ] |
| 第27回クリティクス・チョイス・アワード                   | 衣装デザイン賞                                          | ルイス・セケイラ                                                                                   | ノミネート | [ 72 ] [ 73 ] [ 74 ] |
| 第27回クリティクス・チョイス・アワード                   | プロダクションデザイン賞                                | タマラ・デヴェレル、シェーン・ヴィア                                                               | ノミネート | [ 72 ] [ 73 ] [ 74 ] |
| 第27回クリティクス・チョイス・アワード                   | 作曲賞                                                  | ネイサン・ジョンソン                                                                               | ノミネート | [ 72 ] [ 73 ] [ 74 ] |
| 第27回クリティクス・チョイス・アワード                   | メイクアップ賞                                          | ナイトメア・アリー                                                                                 | ノミネート | [ 72 ] [ 73 ] [ 74 ] |
| 第27回クリティクス・チョイス・アワード                   | 視覚効果賞                                              | ナイトメア・アリー                                                                                 | ノミネート | [ 72 ] [ 73 ] [ 74 ] |
| ジョージア映画批評家協会賞                               | プロダクションデザイン賞                                | タマラ・デヴェレル、シェーン・ヴィア                                                               | ノミネート | [ 75 ]               |
| 第5回ハリウッド批評家協会映画賞                          | 監督賞                                                  | ギレルモ・デル・トロ                                                                               | ノミネート | [ 76 ]               |
| 第5回ハリウッド批評家協会映画賞                          | プロダクションデザイン賞                                | タマラ・デヴェレル                                                                                 | 受賞       | [ 76 ]               |
| 第12回ハリウッド・ミュージック・イン・メディア・アワード | 長編映画部門作曲賞                                      | ネイサン・ジョンソン                                                                               | ノミネート | [ 77 ]               |
| 第15回ヒューストン映画批評家協会賞                       | 撮影賞                                                  | ダン・ローストセン                                                                                 | ノミネート | [ 78 ]               |
| 第15回ヒューストン映画批評家協会賞                       | 監督賞                                                  | ギレルモ・デル・トロ                                                                               | ノミネート | [ 78 ]               |
| 第15回ヒューストン映画批評家協会賞                       | アンサンブル賞                                          | ナイトメア・アリー                                                                                 | ノミネート | [ 78 ]               |
| 第27回ダラス・フォートワース映画批評家協会賞             | 作品賞                                                  | ナイトメア・アリー                                                                                 | ノミネート | [ 79 ]               |
| 第47回ロサンゼルス映画批評家協会賞                       | プロダクションデザイン賞                                | タマラ・デヴェレル                                                                                 | 次点       | [ 80 ]               |
| 第69回ゴールデン・リール賞                               | 長編映画部門音響賞                                      | ジル・パーディ、ネルソン・フェレイラ                                                               | 受賞       | [ 81 ]               |
| 第69回ゴールデン・リール賞                               | 長編映画効果音/フォーリー部門音響賞                     | ネイサン・ロビタイユ、ダシェン・ナイドゥー、チェルシー・ボディ、ゴロウ・コヤマ、アンディ・マルコム | ノミネート | [ 81 ]               |
| 第69回ゴールデン・リール賞                               | 長編音楽部門音響賞                                      | クリント・ベネット、ケヴィン・バンクス、セシル・トゥルネサック                                     | ノミネート | [ 81 ]               |
| 第93回ナショナル・ボード・オブ・レビュー賞               | 作品賞トップ10                                          | ナイトメア・アリー                                                                                 | 受賞       | [ 82 ]               |
| 第25回オンライン映画批評家協会賞                         | プロダクションデザイン賞                                | タマラ・デヴェレル                                                                                 | ノミネート | [ 83 ]               |
| 第26回サンディエゴ映画批評家協会賞                       | 監督賞                                                  | ギレルモ・デル・トロ                                                                               | ノミネート | [ 84 ]               |
| 第26回サンディエゴ映画批評家協会賞                       | 助演女優賞                                              | ケイト・ブランシェット                                                                             | ノミネート | [ 84 ]               |
| 第26回サンディエゴ映画批評家協会賞                       | 脚色賞                                                  | ギレルモ・デル・トロ、キム・モーガン                                                               | 次点       | [ 84 ]               |
| 第26回サンディエゴ映画批評家協会賞                       | 撮影賞                                                  | ダン・ローストセン                                                                                 | ノミネート | [ 84 ]               |
| 第26回サンディエゴ映画批評家協会賞                       | プロダクションデザイン賞                                | タマラ・デヴェレル                                                                                 | 受賞       | [ 84 ]               |
| 第26回サンディエゴ映画批評家協会賞                       | 音響賞                                                  | ネイサン・ロビタイユ                                                                               | ノミネート | [ 84 ]               |
| 第26回サンディエゴ映画批評家協会賞                       | 視覚効果賞                                              | ナイトメア・アリー                                                                                 | ノミネート | [ 84 ]               |
| 第20回サンフランシスコ・ベイエリア映画批評家協会賞       | プロダクションデザイン賞                                | タマラ・デヴェレル                                                                                 | 受賞       | [ 85 ]               |
| 第20回サンフランシスコ・ベイエリア映画批評家協会賞       | 撮影賞                                                  | ダン・ローストセン                                                                                 | ノミネート | [ 85 ]               |
| 第6回シアトル映画批評家協会賞                            | プロダクションデザイン賞                                | タマラ・デヴェレル、シェーン・ヴィア                                                               | ノミネート | [ 86 ]               |
| 第28回全米映画俳優組合賞                                 | 助演女優賞                                              | ケイト・ブランシェット                                                                             | ノミネート | [ 87 ]               |
| 第2回全米セットデコレーター協会賞                        | 時代劇映画部門装飾・デザイン賞                          | タマラ・デヴェレル、シェーン・ヴィア                                                               | ノミネート | [ 88 ]               |
| 第18回セントルイス映画批評家協会賞                       | プロダクションデザイン賞                                | タマラ・デヴェレル                                                                                 | ノミネート | [ 89 ]               |
| 第20回視覚効果協会賞                                     | 長編映画部門補助視覚効果賞                              | デニス・ベラルディ、ライアン・マクダフ、マーク・ハモンド、デイヴィッド・ロビー、ジェフ・ヒル       | ノミネート | [ 90 ]               |
| 第20回ワシントンD.C.映画批評家協会賞                     | プロダクションデザイン賞                                | タマラ・デヴェレル、シェーン・ヴィア                                                               | ノミネート | [ 91 ]               |
| 第74回全米脚本家組合賞                                   | 脚色賞                                                  | ギレルモ・デル・トロ、キム・モーガン                                                               | ノミネート | [ 92 ]               |
| 50周年記念サターン賞                                     | スリラー映画賞                                          | ナイトメア・アリー                                                                                 | 受賞       | [ 93 ]               |
| 50周年記念サターン賞                                     | 主演女優賞                                              | ケイト・ブランシェット                                                                             | ノミネート | [ 93 ]               |
| 50周年記念サターン賞                                     | 助演男優賞                                              | リチャード・ジェンキンス                                                                           | ノミネート | [ 93 ]               |
| 50周年記念サターン賞                                     | 監督賞                                                  | ギレルモ・デル・トロ                                                                               | ノミネート | [ 93 ]               |
| 50周年記念サターン賞                                     | 脚本賞                                                  | ギレルモ・デル・トロ、キム・モーガン                                                               | 受賞       | [ 93 ]               |
| 50周年記念サターン賞                                     | 音楽賞                                                  | ネイサン・ジョンソン                                                                               | ノミネート | [ 93 ]               |
| 50周年記念サターン賞                                     | 編集賞                                                  | キャメロン・マクラクリン                                                                           | ノミネート | [ 93 ]               |
| 50周年記念サターン賞                                     | 美術賞                                                  | タマラ・デヴェレル                                                                                 | 受賞       | [ 93 ]               |
| 50周年記念サターン賞                                     | 衣装デザイン賞                                          | ルイス・セケイラ                                                                                   | ノミネート | [ 93 ]               |
| 50周年記念サターン賞                                     | メイクアップ賞                                          | ジョアン・マクニール、マイク・ヒル、メーガン・メニー                                               | ノミネート | [ 93 ]               |

## 関連書籍
- ウィリアム・リンゼイ・グレシャム 著、矢口誠 訳『ナイトメア・アリー　悪夢小路』扶桑社〈扶桑社BOOKSミステリー〉、2020年（原著1946年）。ISBN 978-4594084899。
- ウィリアム・リンゼイ・グレシャム 著、柳下毅一郎 訳『ナイトメア・アリー』早川書房〈ハヤカワ・ミステリ文庫〉、2022年（原著1946年）。ISBN 978-4151848513。
- 『ギレルモ・デル・トロのナイトメア・アリー ある「怪物(おとこ)」の悲しき物語とその舞台裏』訳：阿部清美、DU BOOKS、2022年3月、ISBN 978-4866471662。